# Cantone di Gérardmer
Il Cantone di Gérardmer è una divisione amministrativa dell'arrondissement di Saint-Dié-des-Vosges.
A seguito della riforma complessiva dei cantoni del 2014 è passato da 3 a 17 comuni.

## Composizione
Prima della riforma del 2014 comprendeva i comuni di:
- Gérardmer
- Liézey
- Xonrupt-Longemer

Dal 2015 comprende i comuni di:
- Anould
- Arrentès-de-Corcieux
- Aumontzey
- Ban-sur-Meurthe-Clefcy
- Barbey-Seroux
- La Chapelle-devant-Bruyères
- Corcieux
- Fraize
- Gérardmer
- Gerbépal
- Granges-sur-Vologne
- La Houssière
- Liézey
- Plainfaing
- Le Valtin
- Vienville
- Xonrupt-Longemer